# David Charpentier de Cossigny
Camille Charles Le Clerc de Fresne (Gaillac, 9 febbraio 1740 – Plaines Wilhems, 21 settembre 1801) è stato un militare e politico francese, veterano della guerra d'indipendenza americana, ricoprì l'incarico di governatore generale dell'India francese (1784-1787), governatore di Borbone (1788-1790), e di governatore generale delle Isole Mascarene (1790-1792).

## Biografia
Nacque a Gaillac, nel dipartimento del Tarn, il 26 febbraio 1741, il 9 febbraio 1740, all'interno di una illustre famiglia dell'Ile de France che comprendeva scienziati e militari. Intraprese giovanissimo  la carriera militare, nel 1757 entrò nel Régiment de La Tour-du-Pin, e nel 1772, fu promosso capitano.  Il dicembre 1777, con il grado di tenente colonnello, prestava servizio nel Régiment colonial de l'Île de France.
Durante la guerra d'Indipendenza americana si distinse in India. Nel 1781, fu assegnato alla spedizione militare in India, agli ordini del generale Duchemin, al comando di un distaccamento di 848 uomini del Régiment de l'Île de France, imbarcato sulle navi dello commodoro Jean Baptiste Barthélémy Thomas d'Estienne, conte d'Orves. Dopo la morte di quest'ultimo il comando della squadra navale fu assunto dal Bailo Pierre André de Suffren de Saint Tropez.
Il 17 febbraio 1782 si trovava imbarcato sulla nave Sphinx, durante la battaglia navale che ebbe luogo davanti a Sadras. Distintosi in combattimento fu promosso colonnello nel 1784, prima di essere nominato Governatore generale dell'India francese a Pondichéry il 15 agosto dello stesso anno.
Il 9 marzo 1788 fu nominato governatore dell'isola di Borbone. Quando arrivò, scoprì una situazione che considerò brutta e deplorò il disordine che regnava nella colonia. Intraprese due importanti giri di ispezione dell'isola, decise una nuova organizzazione dei quartieri. Repos-de-Laleu fu separata da Saint-Paul e Sainte-Rose da Saint-Benoît. I comandanti di quartiere furono invitati a esercitare tutta la loro autorità, e le truppe coloniali, che non venivano ispezionate da quattro o cinque anni, furono rimesse in ordine.
Il 4 dicembre 1789 la rivoluzione francese arrivò sull'isola di Borbone. Emise allora una circolare per i comandanti di distretto invitandoli a convocare gli abitanti in assemblee parrocchiali, per decidere la costituzione di un'Assemblea Coloniale e la designazione di un deputato da inviare a Parigi affinché vigilasse sugli interessi della Colonia, la prima o la seconda domenica dopo Pasqua. Gli interventi e le prerogative dell'Assemblea Coloniale erano limitate e strettamente controllate dalle istruzioni degli amministratori della colonia, in conformità con gli ordini ricevuti dalle autorità reali. Tutte le parrocchie dell'isola si attennero quindi alle indicazioni date, ad eccezione di quella di Saint-Denis.
La parrocchia di Saint-Denis decise, del tutto illegalmente, di creare, il 27 dicembre 1789, un comitato permanente incaricato di ottenere dagli amministratori la rapida riunione di un'Assemblea Generale. Questo comitato era composto da quattro persone scelte dall'assemblea parrocchiale di Saint-Denis: Louis Marie Bertrand, Lefaguyer, Delestrac e Pierre-Jean Greslan.
Nei primi giorni del gennaio 1790, voci e illazioni percorsero Borbone, e in una lettera datata 22 febbraio 1790, il comitato di Saint-Denis annunciò di mantenere le sue richieste. In un primo momento, il governatore generale delle Isole Mascarene (Île de France e Borbone) Thomas Conway respinse le richieste del comitato ed infine, in secondo tempo, le accolse totalmente.
La prima Assemblea Generale aprì i suoi lavori il 25 maggio 1790, con i 134 deputati effettivi e i 55 sostituti che si riunirono a Saint-Denis. Il 27 maggio 1790 l'assemblea si dichiarò all'unanimità permanente, inviolabile e non potrà essere sciolta che con decreto dell'assemblea nazionale, sancito dal re.
Il 5 ottobre 1790, l'Assemblea Generale chiuse i suoi lavori per far posto ad un'Assemblea Coloniale eletta secondo il decreto e le istruzioni dell'Assemblea Nazionale dell'8 e 28 marzo precedenti. Spinta da un desiderio di riforma, l'Assemblea Coloniale si appropriò del potere legislativo e impose i suoi progetti agli amministratori della Colonia. Furono adottate misure importanti sulle questioni di polizia e di sicurezza, sullo sviluppo della Guardia Nazionale, sulla circolazione della carta moneta e soprattutto sull'organizzazione dei comuni. Sei parrocchie nominarono il proprio sacerdote per rappresentarle all'Assemblea Generale: Saint-André, padre Rollin; Saint-Denis, padre Durocher; Saint-Louis, padre Lafosse; Sainte-Marie, padre Davelu; Saint-Pierre, padre di Cambray.
Il 19 agosto 1790, succedette a Port-Louis, a Conway, come governatore generale delle Isole Mascarene, mentre Dominique Prosper de Chermont prese il suo posto  a Borbone. Trasferitosi a La Bourdonnais, sull'Île de France, trovò sull'isola una situazione in preda ad una anarchia latente. Dovette sedare la rivolta che portò all'uccisione del capitano di vascello Henri Pantaléon de Mac Nemara, comandante della stazione navale dell'Oceano Indiano, ucciso a Port Louis da soldati e granatieri inferociti, usando la moderazione. Nel 1792 fu sostituito da Hippolite de Maurés Conte di Malartic, e ritiratosi a vita privata decedette a Plaines Wilhems il 21 settembre 1801.

## Pubblicazioni
- Les Indiens, ou Tipou-Sultan, fils d'Ayder-Aly, &c., Libraire Edme-Jean Le Jay, Paris, 1788.

### Fonti
1. 1 2 3 4  Piat 2010, p. 102.
2. 1 2 3 4 5 6  Miaime.
3. 1 2 3 4 5 6 7 8 9 10 11 12 13 14 15 16 17 18 19 20 21 22  Ile de la Reunion.
4. ↑  Védie 2015, p. 110.
5. ↑  Piat 2010, p. 80.